# Джей-ліга 1
Джей-Ліга Дивізіон 1 (яп. Jリーグ・ディビジョン1, англ. J. League Division 1) — найвищий футбольний дивізіон Джей-Ліги в Японії. Змагання започатковане 1993 року. Виступають 20 команд, проходить за системою весна-осінь.

## Історія

### Фази J1

#### До професійної ліги (1992 і раніше)
До заснування J.League найвищим рівнем клубного футболу була Японська футбольна ліга (JSL), яка складалася з аматорських клубів. Попри те, що під час розквіту кінця 1960-х і початку 1970-х років (коли національна збірна Японії виграла бронзову олімпійську медаль на іграх 1968 року в Мексиці), JSL був добре відвідуваним під час розквіту кінця 1960-х і початку 1970-х років, JSL занепав у 1980-х роках, як правило, відповідно до погіршення ситуації в усьому світі. Уболівальників було небагато, майданчики не найвищої якості, а збірна Японії не стояла на рівні з азійськими силами. Щоб підняти рівень гри всередині країни, спробувати зібрати більше вболівальників і зміцнити національну збірну, Японська футбольна асоціація (JFA) вирішила сформувати професійну лігу.  
Професійна асоціаційна футбольна ліга J.League була створена в 1992 році з восьми клубів з Першого дивізіону JSL, одного з Другого дивізіону та новоствореного Shimizu S-Pulse. Водночас JSL змінила назву і стала колишньою Японською футбольною лігою, напівпрофесійною лігою. Хоча J.League офіційно не стартувала до 1993 року, змагання Кубка Ямазакі Набіско було проведено між десятьма клубами в 1992 році для підготовки до першого сезону.

#### Перший сезон і бум J.League (1993–1995)
Джей Ліга офіційно розпочала свій перший сезон з десятьма клубами на початку 1993 року.

#### Після буму (1996–1999)
Попри успіх у перші три роки, на початку 1996 року відвідуваність ліги стрімко скоротилася. У 1997 році середня кількість відвідувачів становила 10 131, у порівнянні з понад 19 000 у 1994 році. Примітно, що Арсен Венгер керував Nagoya Grampus Eight протягом цього періоду.

## Чемпіони

### Сезон із двох етапів (1993–2004)
Жирним позначені чемпіони; † Один етап; ‡ Один клуб виграв обидва етапи
| Рік    | Перший етап         | Другий етап         |                     |
| ------ | ------------------- | ------------------- | ------------------- |
| 1993   | Касіма Антлерс      | Верді Кавасакі      |                     |
| 1994   | Санфрече Хіросіма   | Верді Кавасакі      |                     |
| 1995   | Йокогама Марінос    | Верді Кавасакі      |                     |
| 1996 † | Касіма Антлерс      | Касіма Антлерс      | Касіма Антлерс      |
| 1997   | Касіма Антлерс      | Джубіло Івата       |                     |
| 1998   | Джубіло Івата       | Касіма Антлерс      |                     |
| 1999   | Джубіло Івата       | Сімідзу С-Палс      |                     |
| 2000   | Йокогама Ф. Марінос | Касіма Антлерс      |                     |
| 2001   | Джубіло Івата       | Касіма Антлерс      |                     |
| 2002 ‡ | Джубіло Івата       | Джубіло Івата       | Джубіло Івата       |
| 2003 ‡ | Йокогама Ф. Марінос | Йокогама Ф. Марінос | Йокогама Ф. Марінос |
| 2004   | Йокогама Ф. Марінос | Урава Ред Даймондс  |                     |

### Сезон з однієї частини (2005–2014)
| Рік  | Чемпіон            | Віце-чемпіон        |
| ---- | ------------------ | ------------------- |
| 2005 | Гамба Осака        | Урава Ред Даймондс  |
| 2006 | Урава Ред Даймондс | Кавасакі Фронтале   |
| 2007 | Касіма Антлерс     | Урава Ред Даймондс  |
| 2008 | Касіма Антлерс     | Кавасакі Фронтале   |
| 2009 | Касіма Антлерс     | Кавасакі Фронтале   |
| 2010 | Нагоя Грампус      | Гамба Осака         |
| 2011 | Касіва Рейсол      | Нагоя Грампус       |
| 2012 | Санфрече Хіросіма  | Вегалта Сендай      |
| 2013 | Санфрече Хіросіма  | Йокогама Ф. Марінос |
| 2014 | Гамба Осака        | Урава Ред Даймондс  |

### Сезон з фіналом (2015–2016)
| Рік  | Переможець фінального етапу | Віце-чемпіон       |
| ---- | --------------------------- | ------------------ |
| 2015 | Санфрече Хіросіма           | Гамба Осака        |
| 2016 | Касіма Антлерс              | Урава Ред Даймондс |

### Сезон з однієї частини (2017–)
| Рік  | Переможець фінального етапу | Віце-чемпіон        |
| ---- | --------------------------- | ------------------- |
| 2017 | Кавасакі Фронтале           | Касіма Антлерс      |
| 2018 | Кавасакі Фронтале           | Санфрече Хіросіма   |
| 2019 | Йокогама Ф. Марінос         | Токіо               |
| 2020 | Кавасакі Фронтале           | Ґамба Осака         |
| 2021 | Кавасакі Фронтале           | Йокогама Ф. Марінос |
| 2022 | Йокогама Ф. Марінос         | Кавасакі Фронтале   |
| 2023 | Віссел Кобе                 | Йокогама Ф. Марінос |
| 2024 | Віссел Кобе                 | Санфрече Хіросіма   |

## Найуспішніші клуби
| Клуб                | Чемпіон | Віце-чемпіон | Переможні сезони                               | Віце-чемпіонські роки        |
| ------------------- | ------- | ------------ | ---------------------------------------------- | ---------------------------- |
| Касіма Антлерс      | 8       | 3            | 1996, 1998, 2000, 2001, 2007, 2008, 2009, 2016 | 1993, 1997, 2017             |
| Йокогама Ф. Марінос | 5       | 5            | 1995, 2003, 2004, 2019, 2022                   | 2000, 2002, 2013, 2021, 2023 |
| Кавасакі Фронтале   | 4       | 4            | 2017, 2018, 2020, 2021                         | 2006, 2008, 2009, 2022       |
| Джубіло Івата       | 3       | 3            | 1997, 1999, 2002                               | 1998, 2001, 2003             |
| Санфрече Хіросіма   | 3       | 3            | 2012, 2013, 2015                               | 1994, 2018, 2024             |
| Гамба Осака         | 2       | 3            | 2005, 2014                                     | 2010, 2015, 2020             |
| Токіо Верді         | 2       | 1            | 1993, 1994                                     | 1995                         |
| Віссел Кобе         | 2       | 0            | 2023, 2024                                     |                              |
| Урава Ред Даймондс  | 1       | 5            | 2006                                           | 2004, 2005, 2007, 2014, 2016 |
| Нагоя Грампус       | 1       | 2            | 2010                                           | 1996, 2011                   |
| Касіва Рейсол       | 1       | 0            | 2011                                           |                              |
| Сімідзу С-Палс      | 0       | 1            |                                                | 1999                         |
| Вегалта Сендай      | 0       | 1            |                                                | 2012                         |
| Токіо               | 0       | 1            |                                                | 2019                         |